# Tiro esportivo nos Jogos Pan-Americanos de 2015 - Pistola de ar 10 m masculino
A categoria da pistola de ar 10 m masculino foi um dos eventos do tiro esportivo nos Jogos Pan-Americanos de 2015, em Toronto. Foi disputada no dia 12 de julho no Pan Am Shooting Centre emn Innisfil.

## Calendário
Horário local (UTC-4)..
| Data        | Horário | Fase         |
| ----------- | ------- | ------------ |
| 12 de julho | 9:15    | Qualificação |
| 12 de julho | 13:00   | Final        |

## Medalhistas
{Medalhistas|tipo=Pan|jogos=2015|ouro_pais = BRA|ouro_atleta = Felipe Almeida Wu|prata_pais = USA|prata_atleta = Jay Shi|bronze_pais = ECU|bronze_atleta = Mario Vinzuela Delgado|sem_secao = 0}}

## Resultados

### Fase de Qualificação
| Posição | Atleta                   | País                     | 1  | 2  | 3  | 4  | 5  | 6  | Total   |   |
| ------- | ------------------------ | ------------------------ | -- | -- | -- | -- | -- | -- | ------- | - |
| 1       | David Munoz              | PAN Panamá               | 93 | 95 | 99 | 95 | 98 | 97 | 577-18x | Q |
| 2       | Felipe Almeida Wu        | BRA Brasil               | 98 | 95 | 94 | 97 | 97 | 95 | 576-18x | Q |
| 3       | Julio Almeida            | BRA Brasil               | 97 | 91 | 94 | 99 | 99 | 96 | 576-15x | Q |
| 4       | Mario Vinueza Delgado    | ECU Equador              | 98 | 93 | 97 | 98 | 92 | 95 | 573-14x | Q |
| 5       | Jay Shi                  | USA Estados Unidos       | 93 | 93 | 96 | 96 | 98 | 95 | 571-16x | Q |
| 6       | Giovanni Gonzalez Rivera | PUR Porto Rico           | 96 | 96 | 94 | 93 | 97 | 94 | 570-17x | Q |
| 7       | Marcos Nunez Vera        | VEN Venezuela            | 98 | 96 | 95 | 95 | 93 | 93 | 570-12x | Q |
| 8       | Manuel Sanchez           | CHI Chile                | 93 | 96 | 95 | 94 | 95 | 95 | 568-17x | Q |
| 9       | Nickolaus Mowrer         | USA Estados Unidos       | 95 | 96 | 96 | 94 | 94 | 93 | 568-17x |   |
| 10      | Jorge Grau               | CUB Cuba                 | 96 | 95 | 94 | 94 | 96 | 93 | 568-16x |   |
| 11      | Marko Carrillo Zevallos  | PER Peru                 | 98 | 92 | 96 | 90 | 95 | 96 | 567-16x |   |
| 12      | Rafael Lacayo Paladino   | NCA Nicarágua            | 93 | 94 | 92 | 95 | 98 | 94 | 566-15x |   |
| 13      | Fernando Pozo Neira      | ECU Equador              | 95 | 91 | 94 | 95 | 95 | 95 | 565-11x |   |
| 14      | Felipe Beuvrin           | VEN Venezuela            | 93 | 95 | 93 | 95 | 94 | 93 | 563-15x |   |
| 15      | Roger Daniel             | TTO Trinidad e Tobago    | 93 | 94 | 96 | 90 | 96 | 94 | 563-12x |   |
| 16      | Maurilio Morales         | MEX México               | 96 | 94 | 92 | 96 | 91 | 94 | 563-10x |   |
| 17      | Rudolf Knijnenburg       | BOL Bolívia              | 91 | 93 | 96 | 94 | 96 | 92 | 562-16x |   |
| 18      | Guillermo Pias           | CUB Cuba                 | 90 | 98 | 98 | 91 | 92 | 92 | 561-13x |   |
| 19      | Jorge Pimentel           | ESA El Salvador          | 96 | 92 | 93 | 92 | 91 | 96 | 560-15x |   |
| 20      | Mario Gutierrez          | MEX México               | 94 | 94 | 92 | 91 | 95 | 94 | 560-12x |   |
| 21      | Allan Harding            | CAN Canadá               | 96 | 89 | 96 | 93 | 91 | 94 | 559-16x |   |
| 22      | Josue Hernandez Caba     | DOM República Dominicana | 91 | 91 | 93 | 96 | 93 | 95 | 559-08x |   |
| 23      | Alex Peralta Enciso      | COL Colômbia             | 94 | 90 | 91 | 96 | 92 | 94 | 557-10x |   |
| 24      | Hermes Barahona          | ESA El Salvador          | 91 | 93 | 92 | 94 | 92 | 94 | 556-10x |   |
| 25      | Mark Hynes               | CAN Canadá               | 92 | 90 | 94 | 91 | 94 | 94 | 555-11x |   |
| 26      | Jose Castillo Aguilar    | GUA Guatemala            | 93 | 92 | 94 | 96 | 90 | 90 | 555-09x |   |
| 27      | Sebastian Lobo           | ARG Argentina            | 92 | 94 | 90 | 92 | 94 | 93 | 555-06x |   |
| 28      | Enrique Arnaez           | PER Peru                 | 91 | 94 | 92 | 96 | 93 | 87 | 553-05x |   |
| 29      | Romeo Cruz Lemus         | GUA Guatemala            | 89 | 92 | 96 | 90 | 90 | 91 | 548-07x |   |
| 30      | Francisco Yanisselly     | PAN Panamá               | 89 | 92 | 92 | 92 | 90 | 92 | 547-12x |   |
| 31      | Manuel Aburto Espinales  | NCA Nicarágua            | 90 | 91 | 87 | 89 | 94 | 96 | 547-07x |   |

### Final
| Posição           | Atleta                   | País               | 1    | 2    | 3    | 4    | 5     | 6     | 7     | 8     | 9     | Total |
| ----------------- | ------------------------ | ------------------ | ---- | ---- | ---- | ---- | ----- | ----- | ----- | ----- | ----- | ----- |
| Medalha de ouro   | Felipe Almeida Wu        | BRA Brasil         | 29.0 | 60.4 | 79.1 | 98.5 | 119.6 | 140.5 | 161.0 | 181.5 | 201.8 | 201.8 |
| Medalha de prata  | Jay Shi                  | USA Estados Unidos | 30.2 | 60.7 | 78.1 | 97.2 | 117.3 | 138.6 | 159.2 | 179.0 | 199.0 | 199.0 |
| Medalha de bronze | Mario Vinueza Delgado    | ECU Equador        | 28.6 | 58.3 | 78.9 | 98.2 | 117.7 | 138.2 | 158.0 | 176.3 | 176.3 | 176.3 |
| 4                 | Giovanni Gonzalez Rivera | PUR Porto Rico     | 29.8 | 59.2 | 77.4 | 96.6 | 116.5 | 135.7 | 155.7 | 155.7 | 155.7 | 155.7 |
| 5                 | Manuel Sanchez           | CHI Chile          | 28.7 | 57.3 | 77.4 | 96.5 | 115.8 | 133.4 | 133.4 | 133.4 | 133.4 | 133.4 |
| 6                 | Daniel Munoz             | PAN Panamá         | 27.7 | 57.7 | 76.1 | 96.4 | 114.7 | 114.7 | 114.7 | 114.7 | 114.7 | 114.7 |
| 7                 | Julio Almeida            | BRA Brasil         | 30.4 | 59.7 | 78.3 | 95.1 | 95.1  | 95.1  | 95.1  | 95.1  | 95.1  | 95.1  |
| 8                 | Marcos Nunez Vera        | VEN Venezuela      | 26.7 | 55.2 | 75.5 | 75.5 | 75.5  | 75.5  | 75.5  | 75.5  | 75.5  | 75.5  |